# Emil Kornsand
Emil Kornsand (* 12. Februar 1894 in Colmar, Deutsches Kaiserreich; † Juni 1973 in Brookline, Massachusetts) war ein deutsch-amerikanischer Violinist, Bratschist und Komponist. Emil Kornsand galt im nationalsozialistischen Deutschland gemäß den Nürnberger Rassegesetzen als „Halbjude“. Er wurde 1935 dementsprechend aus der Reichsmusikkammer ausgeschlossen. Er emigrierte im Juni 1937 über die Normandie und Southampton nach New York.

## Leben und Werk
Emil Kornsand wurde am 12. Februar 1894 als einziges Kind des jüdisch-evangelischen Ehepaares Karl und Luise Kornsand (geb. Lutzweiler) in Colmar geboren. Er erhielt bereits vor seinem sechsten Lebensjahr Violinunterricht. Um 1900 zog die Familie nach Karlsruhe. Nach seiner Schulzeit an einem Realgymnasium begann Emil Kornsand am Karlsruher Konservatorium ein Musikstudium bei Rudolf Deman. Dieses setzte er wenig später bei Sam Franko (Geige) und Wilhelm Klatte (Komposition) am Stern’schen Konservatorium in Berlin fort. Emil Kornsand wurde 1914 zum Kriegsdienst eingezogen und musste so sein Studium einige Jahre unterbrechen. Von 1919 bis 1921 studierte er an der Staatlichen akademischen Hochschule für Musik in Berlin bei Karl Klingler (Geige) und Friedrich Ernst Koch (Komposition). Er schrieb in dieser Zeit erste eigene Kompositionen.
Im Anschluss an seine Ausbildung spielte Emil Kornsand als zweiter Geiger im Waghalter-Quartett und im Orchester des Deutschen Opernhauses in Charlottenburg. 1924 wechselte er als Violinist in das Orchester der Berliner Staatsoper, wo er unter anderem als Kammermusiker tätig wurde. Er spielte als zweiter Geiger im Quartett seines ehemaligen Lehrers Rudolf Deman, mit dem er Tourneen in Europa unternahm und Tonträger für die Deutsche Grammophon einspielte. Nach der Machtübernahme der Nationalsozialisten blieb Emil Kornsand zunächst aufgrund seines Frontkämpferstatus aus dem Ersten Weltkrieg von Repressalien verschont. Mit einem Schreiben vom 19. August 1935 wurde er dann aber aus der Reichsmusikkammer ausgeschlossen. Nach Einsprüchen musste Emil Kornsand zum 31. Dezember 1937 sein Orchester bei der Berliner Staatsoper definitiv verlassen. Der Ausschluss aus der Reichsmusikkammer kam einem Berufsverbot gleich.
Auf diese Weise mittellos geworden, emigrierte Emil Kornsand im Juli 1938 nach New York. Emil Kornsands Vater war bereits 1922 verstorben; seine Mutter kam im März 1939 über Bremerhaven nach New York und wohnte zunächst vermutlich bei ihrem Sohn. Im Frühjahr 1939 zog Emil Kornsand nach Boston und fand erst jetzt als Bratschist beim Boston Symphony Orchestra eine feste Anstellung. Im Oktober 1943 wurde ihm seine deutsche Staatsbürgerschaft aberkannt. Die US-amerikanische Staatsbürgerschaft hatte er direkt nach seiner Emigration beantragt und spätestens 1944 erhalten. 1950 wechselte er unter der neuen Leitung der Bostoner Symphoniker von Charles Munch zu den ersten Violinen. In den 1950er Jahren führten ihn einige Konzerttourneen mit dem Boston Symphony Orchestra nach Europa zurück. 1952 gastierte er beispielsweise in Berlin und Frankfurt am Main. Zudem stand er mit seiner ehemaligen Berliner Nachbarin in der Mommsenstraße 2 in Kontakt. Diese half, Kornsands Flügel sowie seine Bücher- und Gemäldesammlung in die Staaten zu verschiffen.
Emil Kornsand war auch als Komponist tätig. In den 1920er und 1930er Jahren hatte er einige kleinere Stücke komponiert. 1957 wurde sein Orchesterwerk Metamorphosis unter Charles Munch in Boston uraufgeführt. Auch nach der Beendigung seiner Violinisten-Laufbahn beim Boston Symphony Orchestra wurden noch zwei seiner Orchesterwerke, The Incredible Musicians (1967) und Variations On A Well-Known Theme (1968), von den Boston Symphonics aufgeführt.
Nach seiner Pensionierung ließ sich Emil Kornsand in Dennis (Massachusetts) nieder. Er leitete im nahe gelegenen Cape Cod gelegentlich als Gastdirigent das dort ansässige Orchester. Seine Mutter starb ebendort 1962. Emil Kornsand starb selbst 79-jährig im Juni 1973 in Brookline bei Boston.